# Rousserolle à grand bec
Acrocephalus orinus
Espèce
Statut de conservation UICN

 DD  : Données insuffisantes
La Rousserolle à grand bec (Acrocephalus orinus) est une espèce d’oiseaux de la famille des Acrocephalidae. Cette espèce, que l'on croyait éteinte et connue seulement grâce à un seul spécimen collecté en Inde en 1867, a été redécouverte en Thaïlande en 2006. C'est donc un taxon lazare.

## Répartition
Cette espèce vit en Asie, ayant été trouvée en Thaïlande, en Afghanistan et au Tadjikistan.
En 2008, Robert Timmins de la Wildlife Conservation Society (WCS) entend et enregistre en Afghanistan un chant d’oiseau qui lui est inconnu. L'ornithologiste suédois Lars Svensson, de l'Université de Göteborg, lui confirme qu'il ne s'agit pas d'une espèce connue et suspecte une rousserolle à grand bec.
Or d'après les recherches de Lars Svensson, le nord-est de l'Afghanistan aurait été un lieu de reproduction de cet oiseau si mal connu dans les années 1930. Une expédition a donc été lancée en 2009 par la WCS pour confirmer cette hypothèse.